# Microscopie par excitation UV de surface
La microscopie par excitation UV de surface (Microscopy UV Surface Excitation) est une méthode d’imagerie médicale qui utilise la faible pénétration des photons ultraviolets (230-300 nm) dans la matière, principalement biologique,,,. Tandis que les techniques d’imagerie classiques nécessitent le plus souvent de réaliser de minces lames d’échantillon afin d’exclure le signal provenant d’autres plans que le plan focal, la faible pénétration des UV réduit la zone excitée à une fine couche et permet d’éviter la réalisation de minces couches de tissus. La totalité du signal collecté provient de la zone désirée et tous les photons détectés permettent de reconstituer l’image.

## Mécanisme
Le système est basé sur le modèle d’un microscope inversé,,. Une platine automatisée est utilisée pour imager de plus grandes zones en réalisant une mosaïque d’images adjacentes. La lumière UV provenant de la diode électroluminescente (DEL) est focalisée à l’aide d’une lentille sphérique de courte longueur focale sur la surface de l’échantillon. La lumière incidente est inclinée par rapport à la surface de l’échantillon. Il est par ailleurs nécessaire de placer l’illumination UV du même côté que la caméra car les optiques standards transmettent mal cette partie du spectre électromagnétique. Il n’est en revanche pas nécessaire d’utiliser de miroir dichroïque ou de filtre car les objectifs de microscope sont opaques à la lumière UV. La fluorescence émise est collectée en utilisant un objectif à longue distance de travail et focalisée sur une caméra CCD grâce à une lentille tubulaire. 
Les spécimens sont immergés dans un marqueur exogène pendant 10 s et rapidement rincés à l’eau ou au PBS (Phosphate Buffered Saline). Les échantillons ainsi teints génèrent un signal suffisamment fort pour une interprétation directe via l’oculaire du microscope.

## Amélioration du contraste
Les travaux précédents sur MUSE incluent la détection de molécules fluorescentes dans des tissus humains intacts pour la caractérisation fonctionnelle et structurelle, limitée par la faible auto-fluorescence des tissus. L’utilisation de marqueurs fluorescents exogènes peut permettre d’augmenter le signal provenant des échantillons. 
Plusieurs marqueurs ont été étudiés comme l'éosine, la rhodamine, le DAPI, Hoechst, l'acridine orange, l'iodure de propidium et la proflavine. L' éosine et la rhodamine  marquent le cytoplasme et la matrice extracellulaire, rendant le corps du tissu visible.  Hoechst et DAPI fluorescent fortement lorsqu'ils sont liés à l'ADN, ce qui en fait d'excellent marqueurs de noyaux. 

## Innovation et portée de l’invention
Les diagnostics basés sur l’observation par microscopie sont largement répandus et utilisés comme étalon-or dans les analyses histologiques. Cependant cette procédure est assez lourde car elle nécessite de nombreuses étapes très chronophages telles que la fixation, l’enrobage dans de la paraffine, le découpage en lames minces et l’encrage des échantillons afin de produire des lames de microscope optiquement translucides (4-6 μm d’épaisseur). Bien que cette technique soit largement utilisée dans les régions développées, il devient plus difficile d’y accéder dans des régions aux ressources limitées et la nécessité d’avoir une technologie moins onéreuse et plus efficace se fait d’autant plus sentir,. La portée principale du système MUSE est de permettre de produire rapidement une image haute résolution contenant des informations subcellulaires, en un temps moindre et en requérant moins de personnel qualifié. À l’aide de l’excitation UV à 280nm et un appareil simple mais robuste, le système MUSE collecte le signal en fluorescence sans nécessiter de traitement d’image complexe ou de filtrage en fluorescence. Il peut potentiellement générer des images de haute qualité contenant davantage d’informations que les lames de microscope classiques. Les images fournies par MUSE ont été validées avec des valeurs de diagnostic,. Le système est capable de produire des images provenant de différents types de tissus, qu’ils soient frais ou fixés. 

## Utilisation
Le système MUSE sert principalement d’alternative peu coûteuse à la traditionnelle analyse histologique utilisée pour le diagnostic de cancer, à l’aide de techniques plus simples et moins chronophages,,,. En rassemblant la microscopie et le marquage des échantillons dans un système optique automatisé, le temps nécessaire à l’acquisition d’images et l’obtention d’un diagnostic est réduit à quelques dizaines de minutes, à comparer avec les procédures de pathologie standard qui peuvent prendre de quelques heures à plusieurs jours. Les techniques de cartographie des couleurs, qui établissent la corrélation entre la fluorescence et les techniques classiques de marquage H&E, permettent aux pathologistes d’avoir la même représentation visuelle des échantillons qu’avec les techniques standard, sans qu’il soit nécessaire de procéder à une nouvelle acquisition.

## Avantages et désavantages
| Avantages                                                                                           | Inconvénients                    |
| Peu onéreux                                                                                         | Fonctionne uniquement Ex vivo    |
| Comparaison avec les techniques standard d’analyse possible grâce à la cartographie colorimétrique. | Faible profondeur de pénétration |
| Efficacité temporelle                                                                               |                                  |
| Non nécessité de faire des lames de tissus translucides                                             |                                  |
| Non destructif et compatible avec les tests moléculaires downstream.                                |                                  |